# Giuliano Giannichedda
Giuliano Giannichedda (Pontecorvo, Provincia de Frosinone, Italia, 21 de septiembre de 1974) es un exfutbolista italiano. Se desempeñaba en la posición de centrocampista.

## Selección nacional
Fue internacional con la selección de fútbol de Italia en 3 ocasiones. Debutó el 31 de marzo de 1999, en un encuentro ante la selección de Bielorrusia que finalizó con marcador de 1-1.

## Clubes
| Club                | País   | Año         |
| ------------------- | ------ | ----------- |
| Sporting Pontecorvo | Italia | 1991 - 1992 |
| A. S. Sora          | Italia | 1992 - 1995 |
| Udinese Calcio      | Italia | 1995 - 2001 |
| S. S. Lazio         | Italia | 2001 - 2005 |
| Juventus F. C.      | Italia | 2005 - 2007 |
| Livorno Calcio      | Italia | 2007 - 2008 |

## Palmarés

### Campeonatos nacionales
| Título      | Club           | País   | Año     |
| ----------- | -------------- | ------ | ------- |
| Copa Italia | S. S. Lazio    | Italia | 2003-04 |
| Serie B     | Juventus F. C. | Italia | 2006-07 |

### Copas internacionales
| Título         | Club           | País   | Año  |
| -------------- | -------------- | ------ | ---- |
| Copa Intertoto | Udinese Calcio | Italia | 2000 |